# Palácio Valada-Azambuja

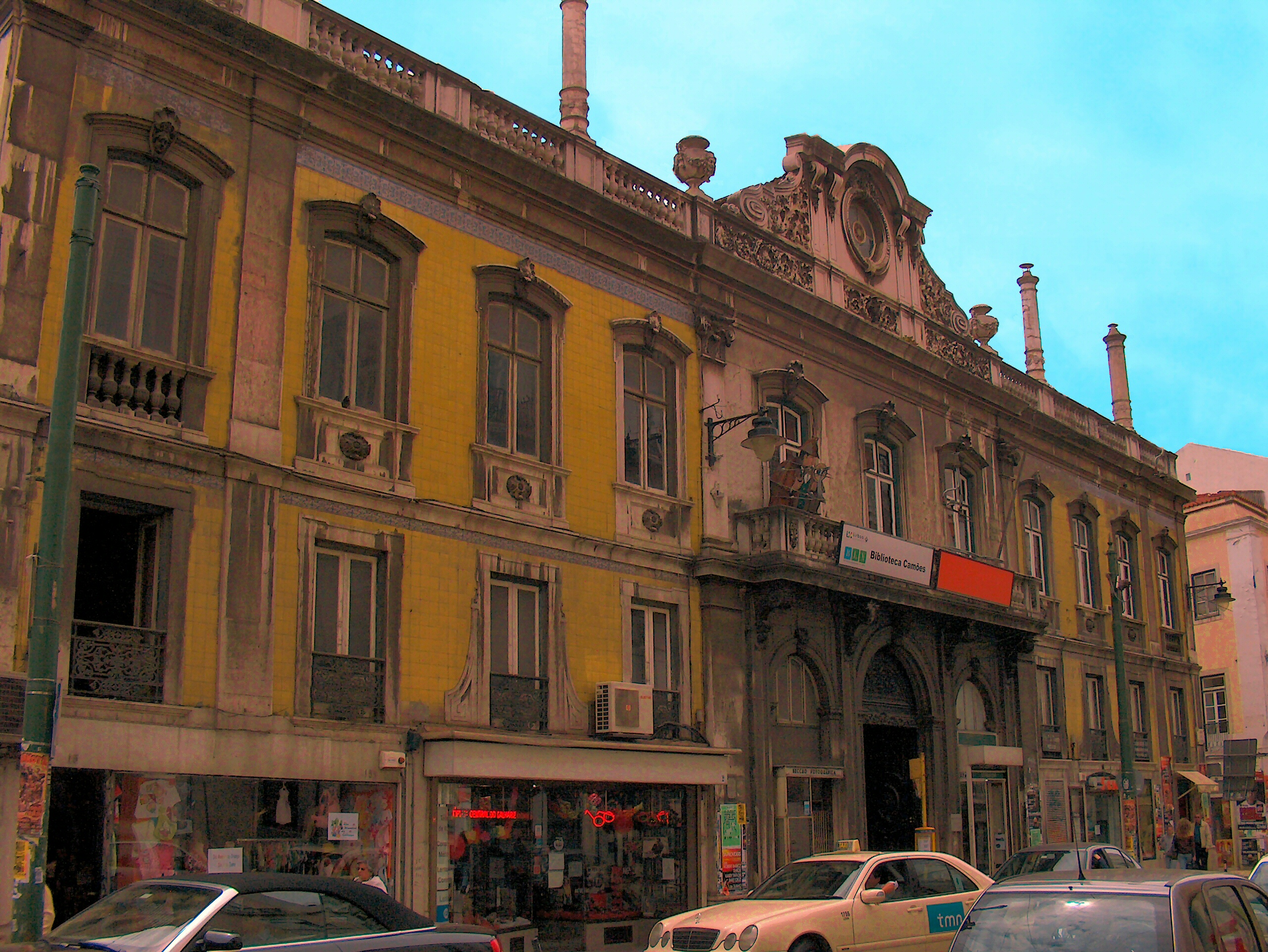
Fachada do Palácio Valada-Azambuja

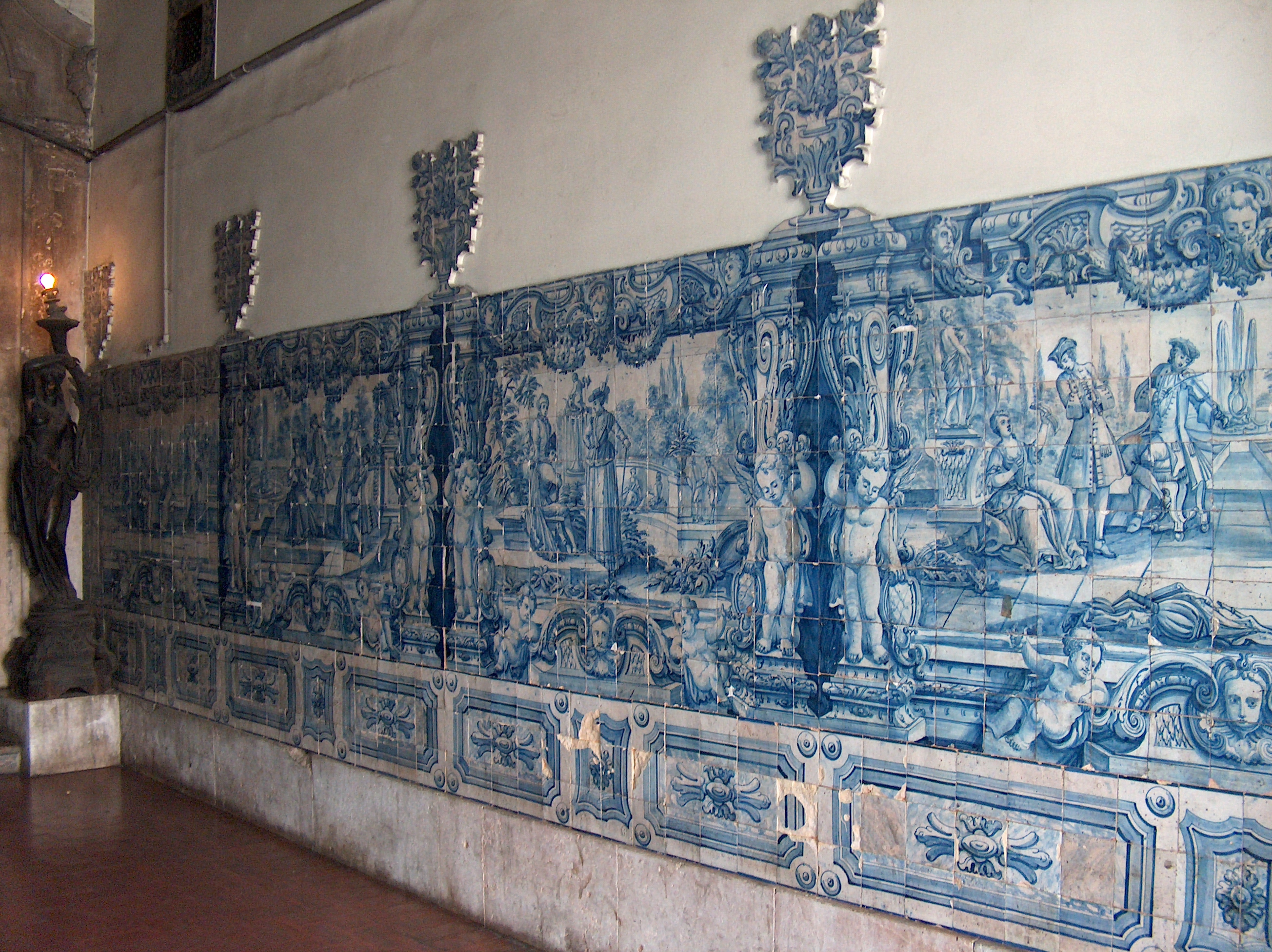
Azulejos no átrio do palácio Valada-Azambuja

O Palácio Valada-Azambuja ou Palácio dos Condes de Azambuja, por lhes ter pertencido, situa-se no Largo do Calhariz, na freguesia de São Paulo, em Lisboa.
Atualmente, no Palácio Valada-Azambuja está instalada a Biblioteca Municipal Camões, para além de parte da sua área estar afeta a residência de curta duração.
Está classificado como “imóvel de interesse público” desde 1982 e é parte integrante da classificação do Ascensor da Bica e área envolvente como monumento nacional, desde 2002. Faz ainda parte do Inventário Municipal do Património (n.º 49.02 do IMP) do Plano Director Municipal de Lisboa..

## História
Neste sítio existia uma casa e quinta de D. Álvaro Vaz de Almada antes dele morrer na Batalha de Alfarrobeira e, em 1449, transitar para o seu cunhado e opositor político Álvaro Pires de Távora que edificou um Palácio sobre as casas que aqui existiam. Estando então na posse da família dos Távoras ao longo de três séculos depois sofreu mais várias modificações.
No átrio de entrada deste palácio de planta em forma de U, pode-se observar uma série de azulejos que recobrem ambas as paredes. Esses azulejos são datados do século XVII.
Foi totalmente reconstruído após a sua destruição aquando do Terramoto de 1755 e quando ruiu morreu nele o Embaixador de Espanha, que o habitava na altura.
Nessa altura, tornou-se habitação de D. José Menezes. No ano de 1791, o Marquês de Pombal - Sebastião José de Carvalho e Melo - viveu no Palácio por ser casado com uma irmã Menezes.
No início do século XIX, o Palácio era propriedade de D. Francisco de Menezes da Silveira e Castro, primeiro Conde da Caparica e Marquês de Valada.
Em Janeiro de 1867, o Palácio foi vendido ao Conselheiro Francisco José da Silva Torres que o deu, mais tarde, de herança a uma enteada casada com o Conde de Azambuja.
Nos finais do século XIX sofreu outras diversas alterações, mantendo no entanto a sua fachada as características dum palácio setecentista.
Em 1880, Eça de Queiroz escreve sobre ele em “O Mandarim”, no qual refere que o seu “Palacete Amarelo ao Loreto”, onde decorriam “algumas das mais afamadas festas” de Lisboa.
Posteriormente, no decorrer de 1922, o edifício foi vendido ao antiquário Sr. Manuel Henriques de Carvalho, onde instalou aí a sede do jornal "A Lucta"..
A partir do ano de 1925, passou a ser ocupado pela Biblioteca Municipal Camões.
Em 1936, o Palácio sofreu obras e passou a ser as instalações dos 7º e 9º Juízos Criminais de Lisboa.
Actualmente foi alvo de uma intervenção de Reabilitação Urbana conduzida por um Fundo de Investimento Imobiliário, o Fundo Santa Casa 2004, gerido e administrado pela FundBox – Sociedade Gestora de Fundos de Investimento Imobiliário, SA que o transformaria num empreendimento residencial, destinado ao arrendamento residencial de curta duração.

## Classificação
Imóvel de Interesse Público (Decreto-lei 28/82, DR 47, de 26 de fevereiro de 1982).